# Merck (Familie)

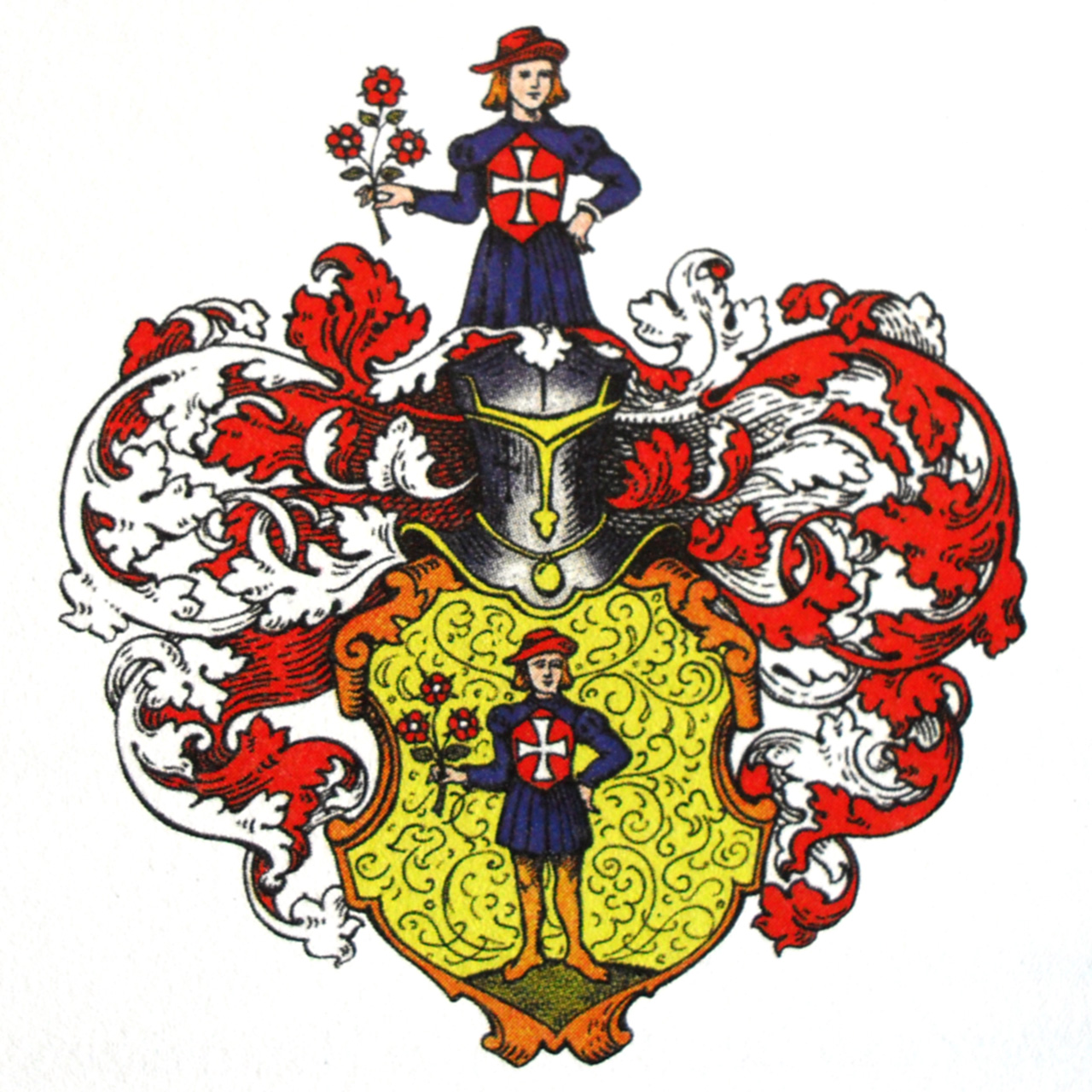
Familienwappen der Mercks in Darmstadt

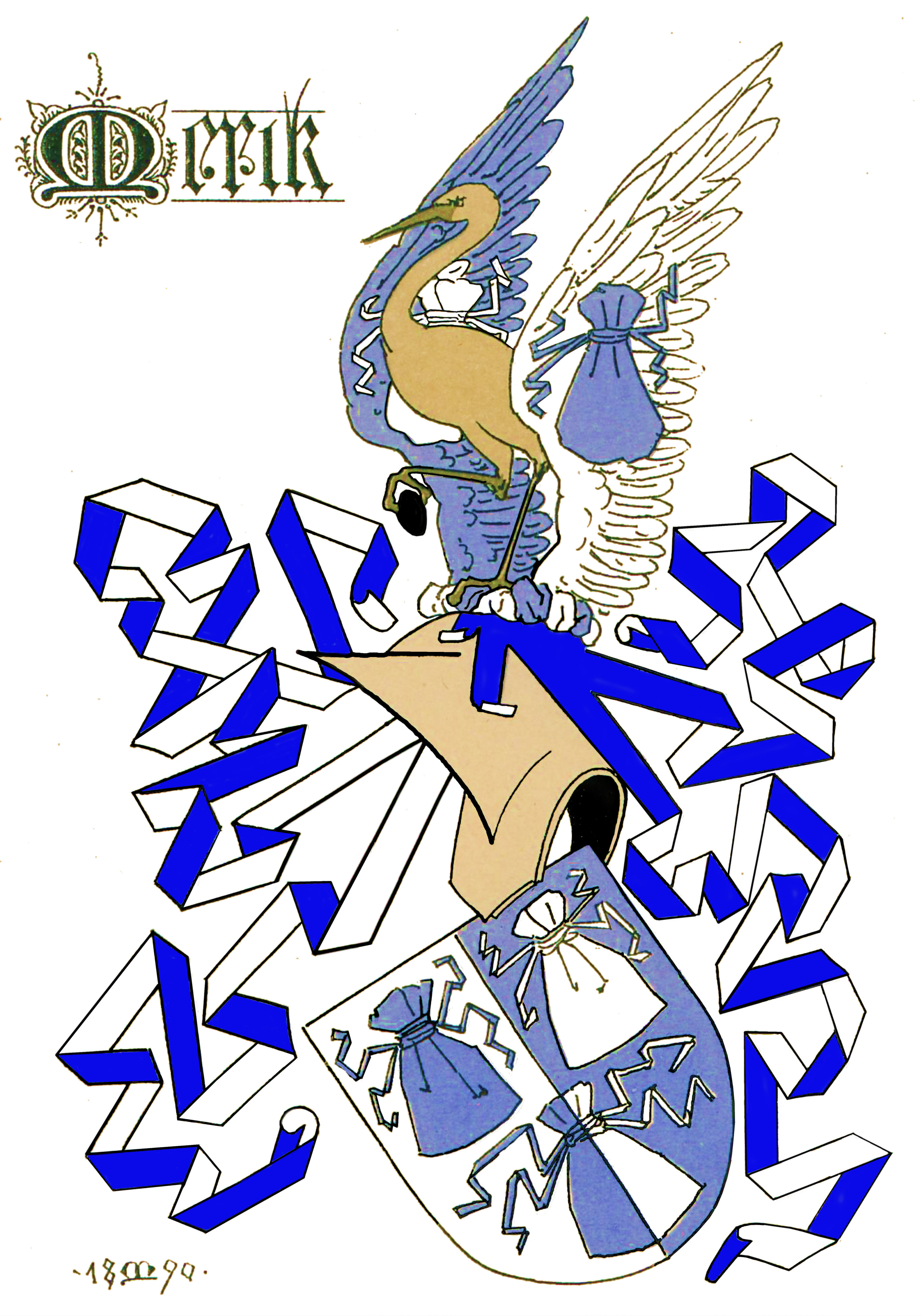
Familienwappen der Mercks in Hamburg

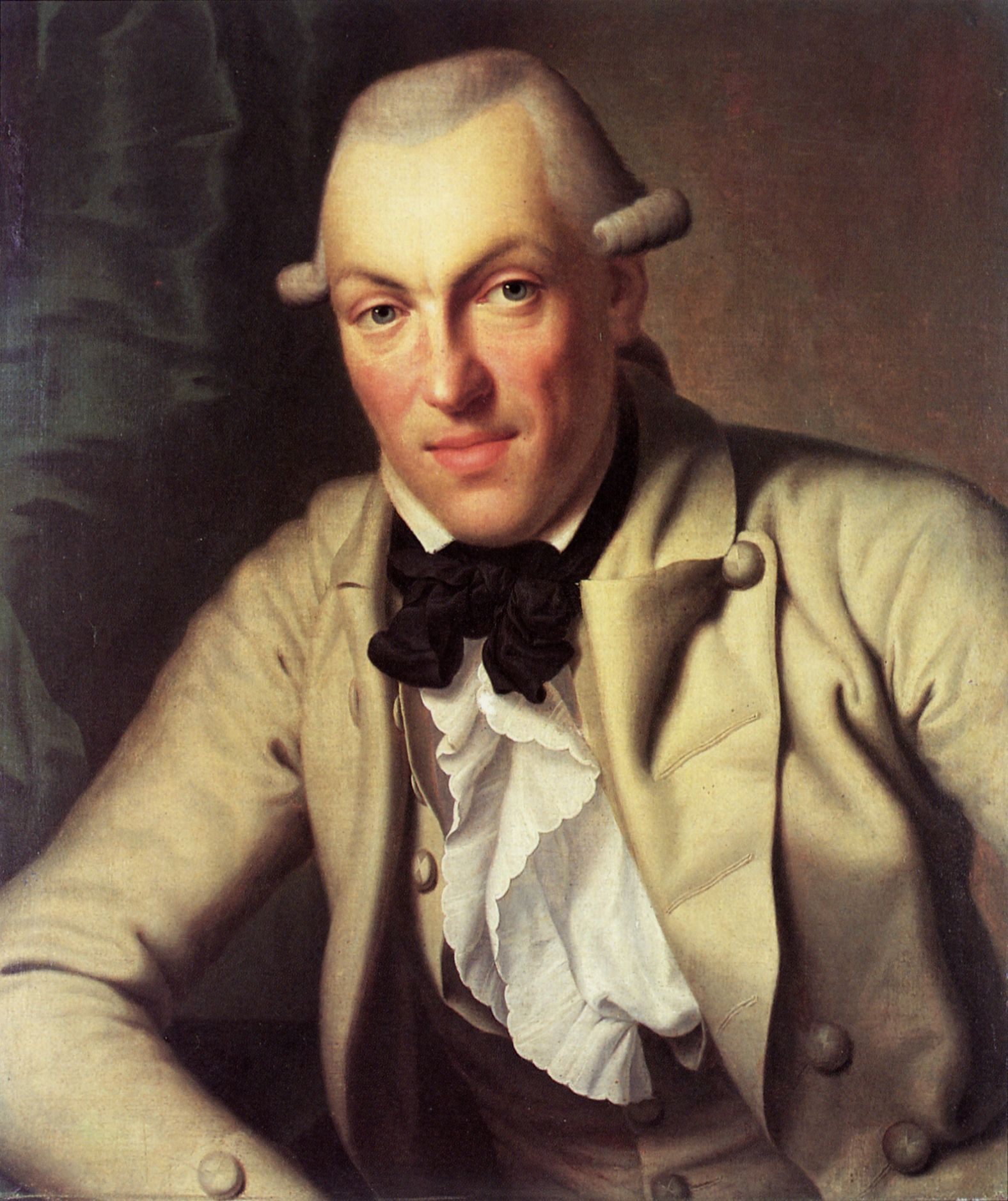
Johann Heinrich Merck (1770), bedeutender Publizist der Aufklärung

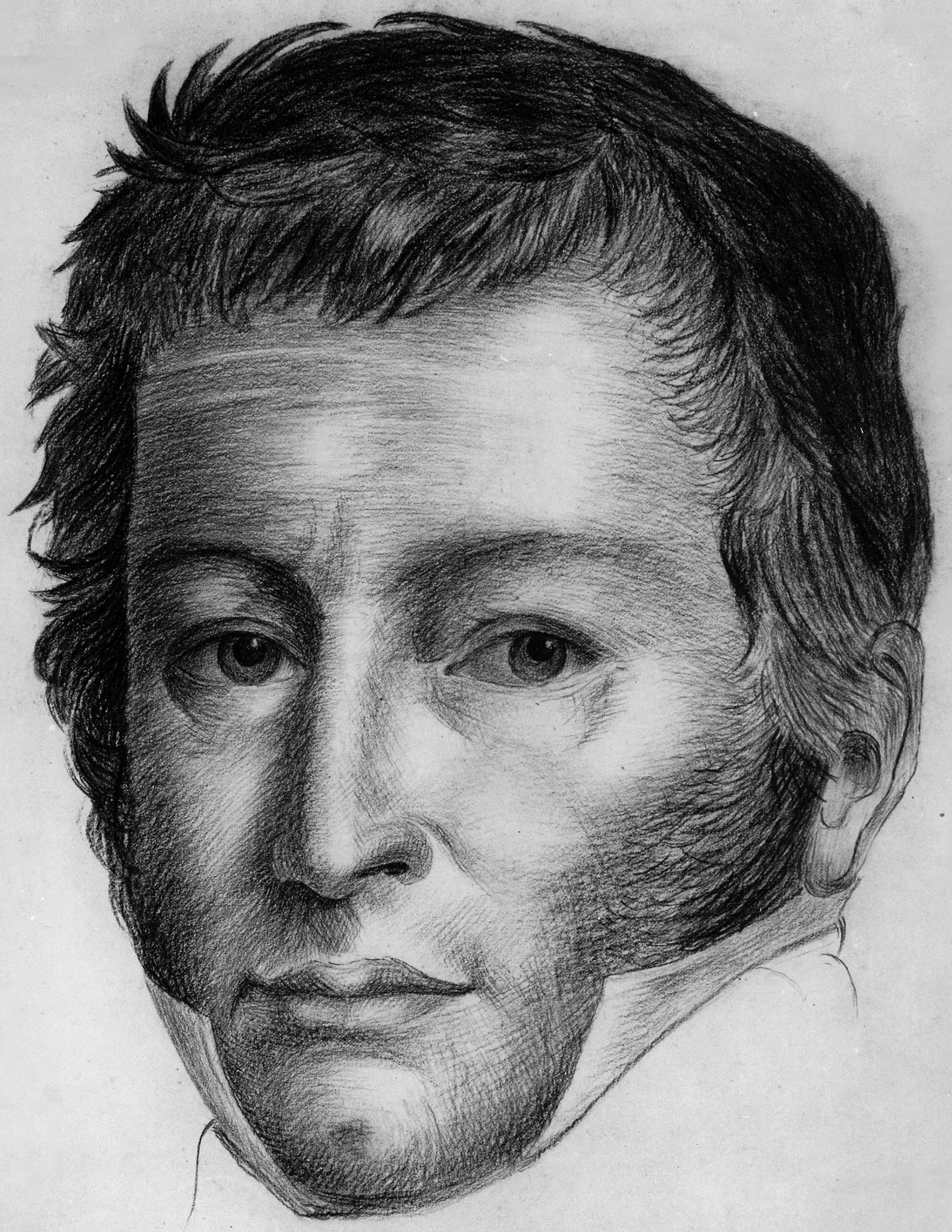
Heinrich Emanuel Merck (kurz vor 1820), Gründer der Firma Merck

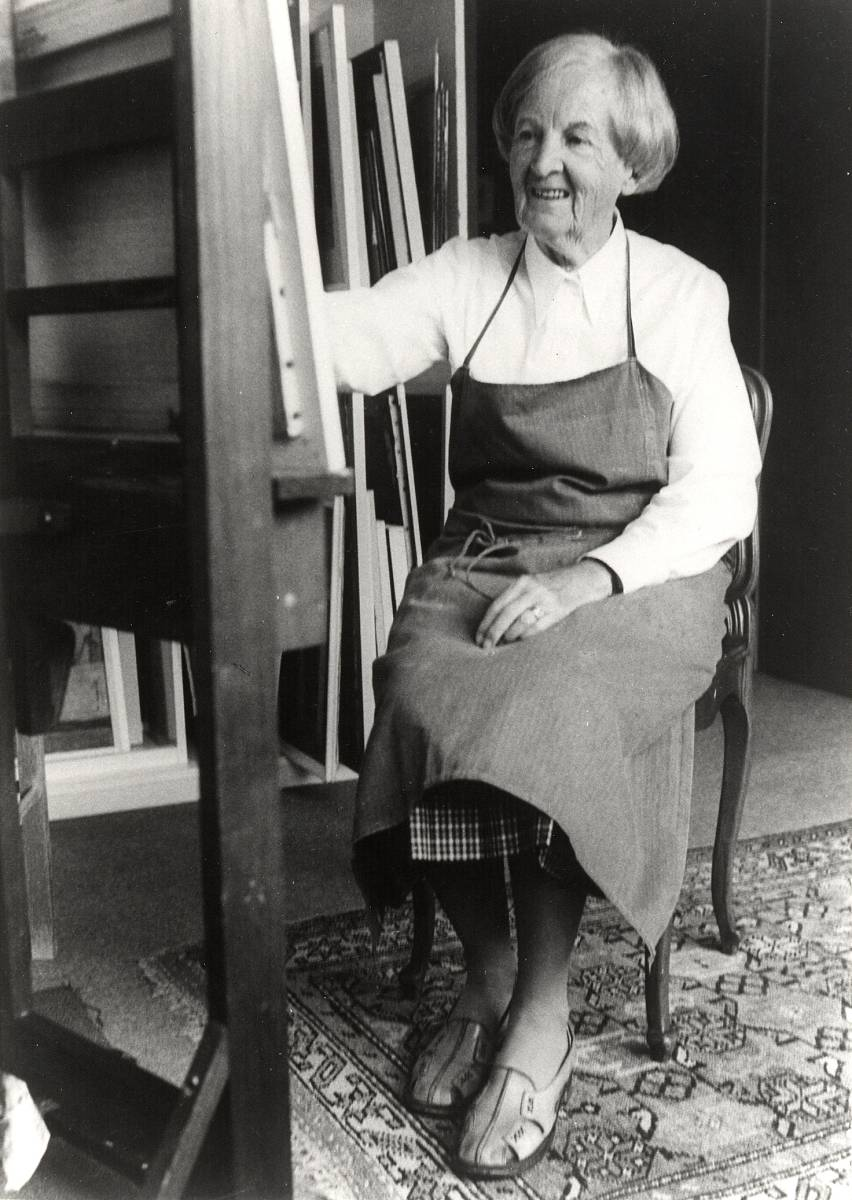
Marietta Merck, 1983

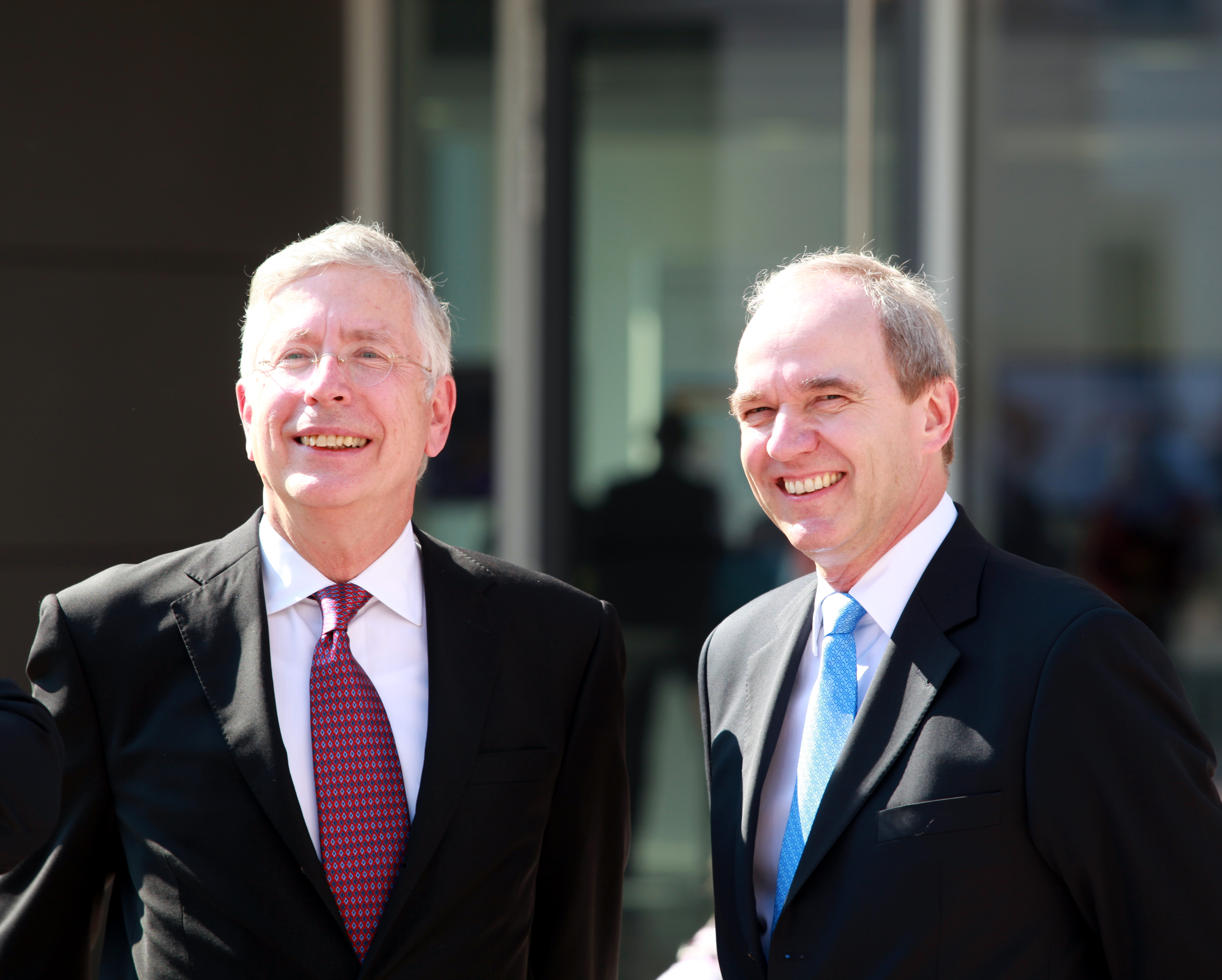
Jon Baumhauer (links), ein Enkel von Kurt Wolff und Elisabeth Merck, mit Karl-Ludwig Kley, 2010

Die Familie Merck stammte im 16. Jahrhundert ursprünglich aus Hammelburg in Unterfranken und ist heute insbesondere mit dem Chemie- und Pharmaunternehmen Merck KGaA in Darmstadt verbunden. Daneben entwickelte sich nach Heinrich Johann Merck (* 1770 Schweinfurt; † 1853 Hamburg) eine kleinere Hamburger Linie von Kaufleuten und Senatoren.
Alle 217 Mitglieder (Stand Oktober 2009) der Merck-Familie, darunter die 130 Mitglieder des „Familienrates“, sind Nachkommen von Heinrich Emanuel Merck, der die sechste Generation nach dem Apotheker Friedrich Jacob Merck (* 1621 Schweinfurt; † 1678 Darmstadt) darstellt. Seine drei Söhne Carl, Georg und Wilhelm bilden die „ältesten“, den „mittleren“ und den „jüngsten“ Zweig der Familie. Die zehnte Generation ist zwischen 1917 und 1933, die elfte zwischen 1944 und 1981, die zwölfte Generation ab 1969 und die 13. Generation ab 2002 geboren.
Im Bereich des Althamburgischen Gedächtnisfriedhofs des Ohlsdorfer Friedhofs wird auf einem Doppel-Sammelgrabmal Hamburger Mitglieder der Familie Merck gedacht. 

## Genealogie
- Heinrich Emanuel Merck (1794–1855),[2][3] verh. mit Magdalena Hoffmann (1797–1877) aus Darmstadt
  - Marie Charlotte (1821–1835)
  - Carl Wilhelm Merck (1823–1885), verh. mit Marie Hoffmann (1824–1899) aus Altenburg bei Alsfeld
    - Marie (1849–1929), verh. mit Carl Rothe (1840–1906)
    - Johann Heinrich Emanuel Merck (1851–1904), Teilhaber, verh. mit Julia Bucherer (1864–1954) aus Köln
      - Johann Heinrich (1891–1944)
      - Eleonore (1893–1974), verh. mit Hans Peter Monnard (1893–1947)
      - Henriette Marie „Marietta“ (1895–1992), verh. mit Kurt Kannengießer (1891–1979) aus München, 2 Kinder, darunter 
        - Adelheid „Heidy“ (1922–2014), verh. mit Karl Stangenberg (* 1928) aus Oberhausen

      - Anna „Gretel“ (1898–1993)

    - Georg Merck (1853–1854)
    - Louis Merck (1854–1913), Teilhaber, verh. mit Emmy Eigenbrodt (1862–1948) aus Darmstadt
      - Karl Merck (1886–1968), Teilhaber und Vorsitzender der E. Merck AG, verh. mit Gertrud Pattenhausen (1890–1966), 4 Kinder
      - Louis Merck (1887–1945), Teilhaber, verh. mit Magdalene „Leni“ Nebel (1895–1992) aus Darmstadt
      - Franz Merck (1893–1965)
      - Marei (1890–1968), verh. mit Fritz Groos (1889–1971), Vorsitzender des Aufsichtsrats der E. Merck AG

    - Carl Merck (1856–1936), Teilhaber
    - Henriette (1861–1917), verh. mit August Weber (1859–1940), 1 Kind
    - Alfred Merck (1865–1879)

  - Georg Franz Merck (1825–1873), verh. mit Anna Schenk (1830–1908) aus Darmstadt
    - Anna (1853–1952), verh. mit Carl Locher (1848–1904), 7 Kinder
    - Emanuel „Menes“ August Merck (1855–1923), Apotheker der Engel-Apotheke, verh. mit Elisabeth „Els“ Rieger (1864–1909) aus Darmstadt, Tochter des Theologen Maximilian Rieger, der Großneffe des Dichters Friedrich Maximilian Klinger[4] und Schüler des Klassischen Philologen Dr. Christian Boßler war.[5] Elisabeth Rieger war genealogisch mit dem „Lichtenberger Stamm“ der Boßler verwandt.[6]
      - Elisabeth (1886–1964), verh. mit Werner Pfarr (1886–1927) aus Darmstadt und mit Wilhelm Merck (1893–1952)
      - Georg Merck (1887–1945), Apotheker der Engel-Apotheke, verh. mit Aline Hummel (1894–1946) aus Helenendorf (Kaukasus), 3 Kinder
      - Fritz Merck (1899–1969), Teilhaber, verh. mit Alexandra Andreae (1896–1987) aus Darmstadt, 2 Kinder
      - Anna Luise (1892–1974), verh. mit Fritz Kolb (1894–1972) aus Darmstadt, 2 Kinder, und mit Karl Schaedel (1891–1971) offener Gesellschafter aus Flensburg, 1 Kind

    - Carl Merck (1857–1858)
    - Willy Merck (1860–1932), Teilhaber, verh. mit Mathilde „Tilla“ Nothwang aus Frankfurt
      - Emely (1891–1978), verh. Hermann Freiherr von Glenck (1883–1952) aus Zürich, 2 Kinder
      - Hildegard (1892–1982), verh. mit Otto von Glenck aus Zürich, 1 Kind, und mit Eduard Dingeldey aus Darmstadt
      - Magda (1900–1956), verh. mit Clemens Freiherr von Baillou (1903–1978), 3 Kinder

    - Elisabeth (1862–1947), verh. Louis Strecker (1853–1943), 5 Kinder

  - Christoph Wilhelm Merck (1826–1827)
  - Magdalene (1828–1907), verh. mit Georg Freiherr von Wedekind (1825–1899)
  - Carl Emanuel Merck (1830–1846)
  - Eva (1831–1899), verh. mit dem Gynäkologen Alfred Hegar (1830–1914),[3] Schwager des Altphilologen Dr. Christian Boßler.[7]
  - Wilhelm Ludwig Merck (1833–1899), verh. mit Caroline „Lina“ Moller (1841–1909) aus Darmstadt
    - Carl Emanuel „Stift“ Merck (1862–1909), Teilhaber, verh. mit Clara Blanckarts (1862–1929)
      - Elisabeth (1890–1970), verh. mit Kurt Wolff (1887–1963) aus Bonn, 2 Kinder, und mit Hans Albrecht (1878–1944) aus München
      - Wilhelm Merck (1893–1952), Teilhaber, verh. mit Ernesta Rogalla von Bieberstein (1898–1927) aus Darmstadt, 2 Kinder, und mit Elisabeth Merck (1886–1964) (s. o.)
      - Caroline (1897–1984), verh. mit Peter Reinhold (1887–1955), Teilhaber, 2 Kinder
      - Annemarie (1899–1921), verh. mit Jesko von Puttkamer (1889–1970) aus Karzin (Pommern)
      - Adelheid „Heidy“ (1903–1975), verh. mit Johannes Graf von Kalckreuth (1893–1956) aus Hoeckricht (Schlesien), 1 Kind, und mit Karl Spannagel (1897–1986) aus Münster

    - Georg(e) F. Merck (1867–1926), Gründer von Merck & Co., verh. mit Frederike „Rickel“ Schenk (1856–1943) aus Antwerpen
      - George W. Merck (1894–1957), CEO von Merck & Co.
        - verh. 1917 mit Josephine Carey Wall
        - George Wall (1918–1984), verh. mit Elizabeth Mead (1920- )
        - Albert Wall
        - verh. mit Serena (1898- )
        - Serena (Bambi), verh. mit Hatch
        - John
        - Judith

      - Elsbeth (1895–1936)
      - Linn (1897–1996)
      - Olga (1902–1987)
      - Magda (1905–1974)